# Джонстон, Джеймс, 2-й маркиз Аннандейл
Джеймс Джонстон, 3-й граф Аннандейл и Хартфелл, 2-й маркиз Аннандейл (англ. William Johnstone, 3nd Earl of Annandale and Hartfell, 2st Marquess of Annandale; ок. 1688 — 10 февраля 1730) — шотландский аристократ и политик, коллекционер произведений искусства.
Титулы: 2-й маркиз Аннандейл (с 14 января 1721 года), 2-й виконт Аннанд (с 14 января 1721), 2-й лорд Джонстон из Лохвуда, Лохмабена, Моффатдейла и Эвандейла (с 14 января 1721), 2-й граф Хартфелл (с 14 января 1721), 3-й граф Аннандейл и Хартфелл (с 14 января 1721), 3-й виконт Аннандейл (с 14 января 1721), 3-й лорд Джонстон из Лохвуда, Лохмабена, Моффатдейла и Эвандейла (с 14 января 1721 года).

## Биография
Родился около 1688 года. Старший сын Уильяма Джонстона, 2-го графа Аннандейла и Хартфелла и 1-го маркиза Аннандейла (1664—1721), и его первой жены Софии Фэрхолм (1668—1716), дочери Джона Фэрхолма из Крейгихолла.
После Акта об унии Джеймс Джонстон был избран отцом на парламентских в Великобритании в 1708 году в качестве члена парламента от Дамфрисшира и Линлитгоушира. Однако 3 декабря 1708 года он был дисквалифицирован с обоих мест, поскольку был старшим сыном шотландского пэра. Он поссорился с отцом, потому что хотел отправиться за границу на пособие от отца в размере 400 фунтов стерлингов в год.
С 1717 по 1720 год Джеймс Джонстон посетил культурные достопримечательности Италии. Он унаследовал титул от своего отца в 1721 году и баллотировался на выборах в качестве шотландского пэра-представителя в 1722 году, но потерпел поражение, возможно, из-за обвинений в том, что он якобит. Он отказался от политических амбиций и провел большую часть своей взрослой жизни, путешествуя по Италии, где он собрал большую коллекцию произведений искусства и древностей. В 1726 году он предпринял юридические действия с целью помешать своим сводным братьям унаследовать его пэрство и поместья и распорядился, чтобы они перешли к его сестре Генриетте Хоуп, графине Хоуптаун (1682—1750), и её потомкам.
Джеймс Джонстон скончался в Италии в феврале 1730 года в возрасте 42 лет, и его тело было возвращено из Италии и похоронено в Вестминстерском аббатстве. Его попытка вычеркнуть своих братьев была лишь отчасти успешной, поскольку только его шотландские земли и его коллекция произведений искусства перешли к Генриетте. Его пэрство, которое не могло быть законно отчуждено так, как он намеревался, перешло к его сводному младшему брату, Джорджу Джонсону (1720—1792), который стал 4-м графом Аннандейлом и Хартфеллом и 3-м маркизом Аннандейлом .